# Dumigania iochlora
Dumigania iochlora är en fjärilsart som beskrevs av Turner 1933. Dumigania iochlora ingår i släktet Dumigania och familjen trågspinnare. Inga underarter finns listade i Catalogue of Life.